# Nationaltheater Košice

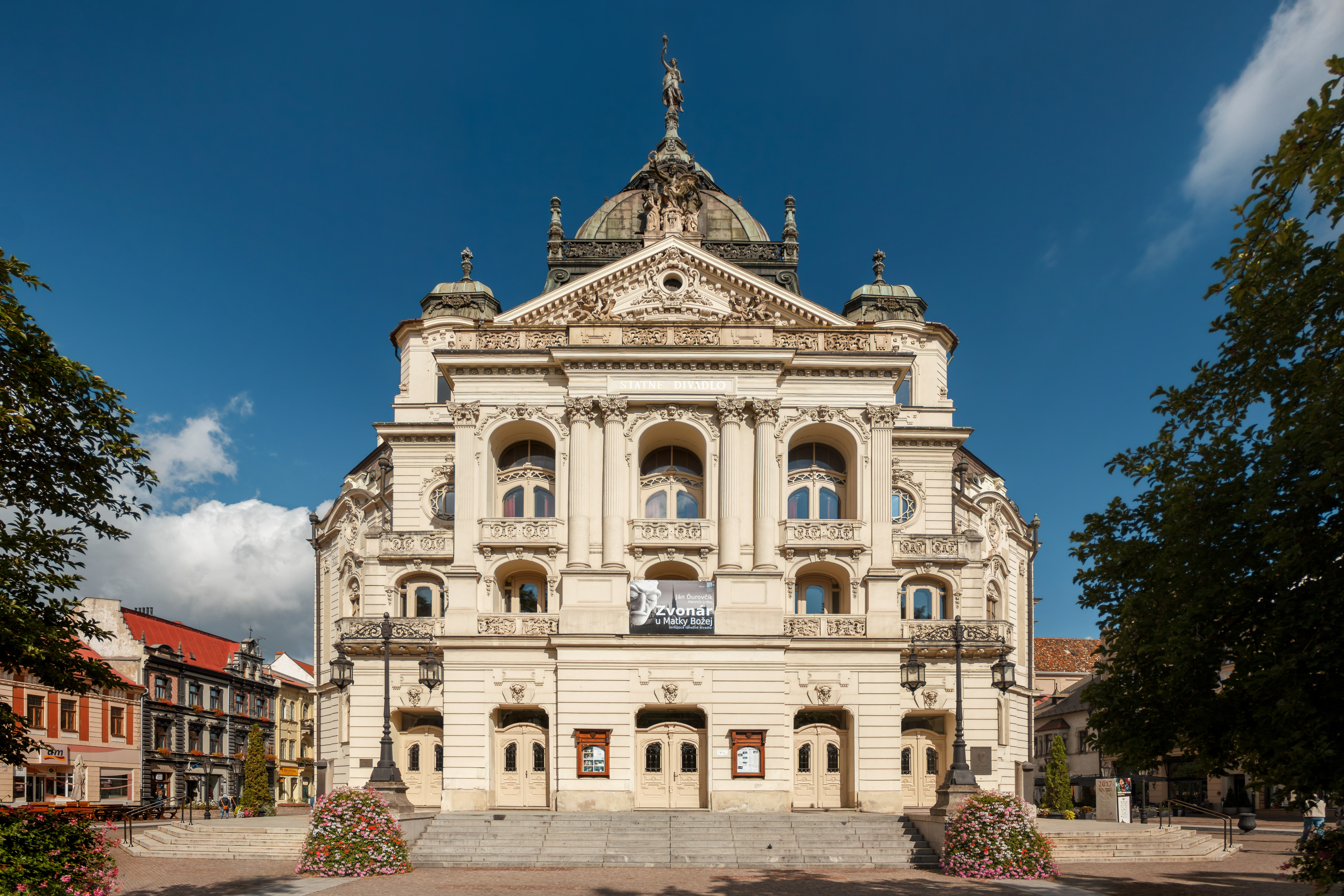
Nationaltheater Košice

Das Nationaltheater Košice (slowakisch Národné divadlo Košice) ist das Haupttheater der zweitgrößten slowakischen Stadt Košice. Es besteht aus den Sparten Schauspiel, Oper und Ballett.

## Geschichte

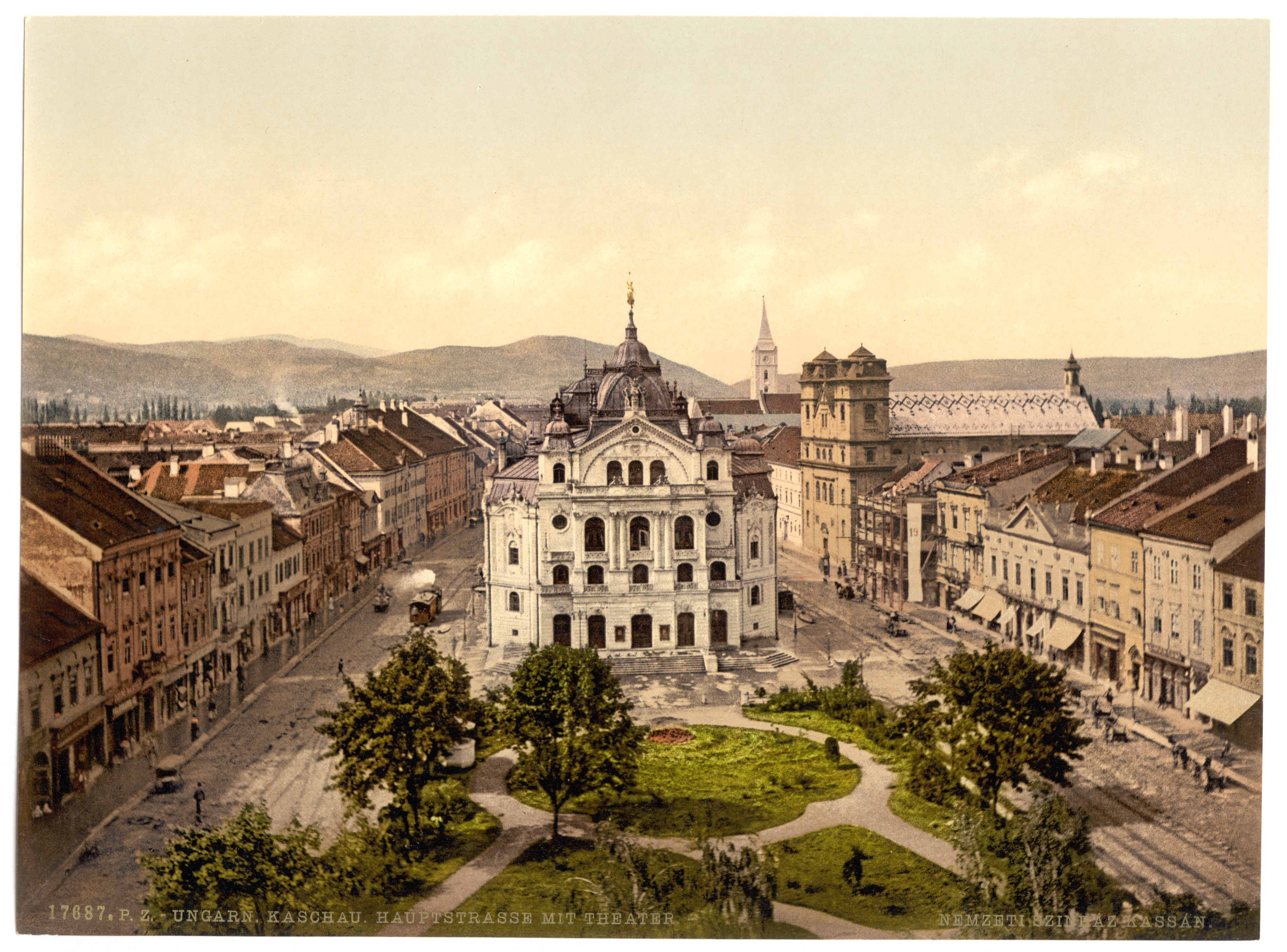
Nationaltheater Kaschau um 1900

Das erste ständige Theater der Stadt entstand 1788 an der Stelle des mittelalterlichen Rathauses. In diesem Haus fanden 500 Zuschauer Platz. Zuerst wurde ausschließlich auf Deutsch gespielt, ab 1816 auch auf Ungarisch. Dieses Theatergebäude musste 1894 aus Sicherheitsgründen geschlossen werden.
Das heutige Theatergebäude wurde 1897–1899 nach einem Projekt der ungarischen Architekten Adolf Láng und Antal Steinhardt gebaut und am 28. September 1899 feierlich eröffnet. Im Sinne der damaligen Kulturpolitik im ungarischen Teil von Österreich-Ungarn spielten hier nur ungarischsprachige Theatergesellschaften. Erst nach der Entstehung der Tschechoslowakei im Jahr 1918 kamen slowakische bzw. tschechische Schauspieler. Nach der Gründung des Slowakischen Nationaltheaters in Bratislava war die nationale Theatergesellschaft vor allem in den Sommermonaten in Košice zu Gast. 1924 wurde sie gegründet. Mit der Aufführung des Lustspiels Kocúrkovo von Ján Chalupka begann schließlich am 13. September 1924 der Betrieb des Ostslowakischen Nationaltheaters (slowakisch Východoslovenské národné divadlo). Der erste Direktor war der Tscheche Josef Hurt, der sich um die Gründung von Sparten Schauspiel und Operette verdient gemacht hatte.
Das Ostslowakische Nationaltheater musste von Anfang an mit finanziellen Problemen kämpfen und stellte 1930 den Betrieb ein, sodass im Theatergebäude der Stadt in den Folgejahren nur noch saisonal Theatergesellschaften aus Olmütz und Bratislava spielten. Erst 1937 gelang die Gründung einer Filiale des Slowakischen Nationaltheaters in Košice. Mit der Eingliederung der Stadt in Horthys Ungarn nach dem Ersten Wiener Schiedsspruch endete auch diese Filiale.
Nach der Wiederherstellung der Tschechoslowakei im Jahr 1945 entstand das neue Ostslowakische Nationaltheater unter der Leitung von Janko Borodáč. Neben Schauspiel baute man die Sparten Oper (inkl. Operette) und zuletzt auch Ballett auf. Die Schauspiel-Premiere feierte man am 15. September 1945 mit dem Spiel Marína Havranová von Ivan Stodola, die Opernsparte debütierte 1946 mit der Operette Polenblut von Oskar Nedbal. Ab der Saison 1946/47 hieß die Gesellschaft Nationaltheater in Košice (slowakisch Národné divadlo v Košiciach), ab 1955 Staatstheater in Košice (slowakisch Štátne divadlo v Košiciach).
Das Theatergebäude wurde 1987–1994 umfassend saniert. In der Zeit der zweiten Regierung von Vladimír Mečiar versuchte man, das Staatstheater Košice (unter der Bezeichnung Janko-Borodáč-Theater) mit dem Jonáš-Záborský-Theater in Prešov zum Ostslowakischen Staatstheater zu fusionieren, das Projekt wurde aber 1999 beendet und das Theater kehrte zum vorherigen Namen zurück. Am 1. Mai 2023 wurde es nach jahrelangen Bestrebungen in Nationaltheater Košice umbenannt.